# Nahal Oz

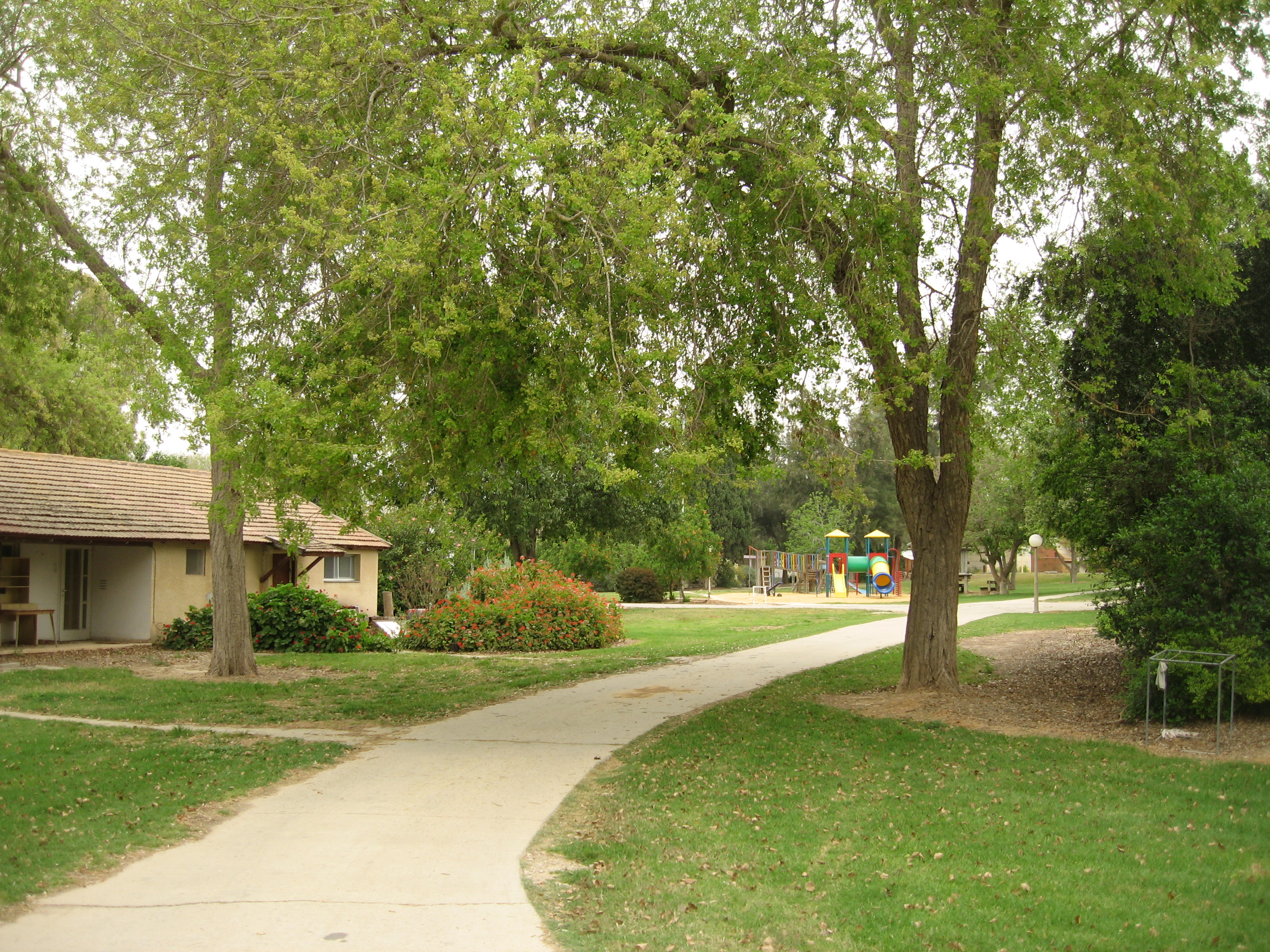
Nahal Oz, 2007

Nahal Oz (hebreiska: נַחַ"ל עֹז, "Den starka strömmen") är en kibbutz i Negevöknen i södra Israel, en knapp kilometer från gränsen till Gazaremsan. Den ligger också nära städerna Sderot och Netivot. Den hade en befolkning på 471 personer (2021).
Kibbutzen grundades 1951 som rörelsen Nahals första kibbutz. Den kallade först Nahlayim Mul Aza ("Nahalsoldaterna på andra sidan Gaza") och blev 1963 en civil kibbutz. Kibbutzen började privatiseras 1997.
På kibbutzen odlas morötter, bomull och vete och bedrivs boskapsskötsel med 600 kor och ett mejeri. 

## Mordet på Ro'i Rothberg och Moshe Dayans griftetal
I april 1956 dödades kibbutzens säkerhetsansvarige, Ro'i Rothberg, i ett bakhåll av infiltratörer från Gaza. Vid Rutenbergs begravning deltog dåvarande generalstabschefen Moshe Dayan, som läste upp ett beröm griftetal, vilken uppmanade Israel att se inåt och probe the national mindset:
| ”             | Tidigt igår morse mördades Roi. Morgonens stillhet förvirrade honom och han såg inte dem som väntade i bakhåll på honpm där diket tog slut. Låt oss idag inte kasta skulden på mördarna. Hur kan vi förklara att de hatade oss så starkt? Under åtta års tid har de suttit i Gazas flyktingläger, och framför ögonen har de sett hur vi har förändrat de landområden och de byar, där de och deras förfäder har bott, till våra egendomar. Det är inte bland araberna i Gaza, utan hos oss själva som vi måste leta efter Rois blod. Hur kunde vi sluta våra ögon och vägra att se direkt på vårt öde, och se, i all sin brutalitet, vår generations öde? Har vi glömt att denna grupp unga människor som bor på Nahal Oz på sina axlar bär Gazas tunga grindar på sina skuldror ? På andra sidans dikets slut finns ett hav av hat och revanschlystnad som växer och väntar på den dag då avslappning kommer att förmörka vår stig, på den dag när vi kommer att lyssna på de företrädare för illvilligt hyckleri som uppmanar oss att lägga ner våra vapen. Rois blod ropar ut till oss, och bara till oss, från hans blesserade kropp. Fastän vi har svurit på tusentals gånger att vårt blod inte ska flyta förgäves, återigen igår var vi frestade, vi lyssnade, vi trodde. Vi ska göra upp med oss själva idag: vi tillhör en generation som plöjer upp marken, och utan stålhjälmar och gevärsmynningar kommer vi inte kunna plantera träd och bygga hus. Låt oss inte bli avskräckta av att se den avsky som stiger och fyller tillvaron för hundratals araber som lever runt om oss. Låt oss inte se ås sidan, på det att våra armar försvagas. Detta är vår generations öde. Detta är vårt livsval – att vara förberedda och beväpnade, starka och bestämda, på det att svärdet inte slås ur våra händer och våra liv avkortas. Den unge Roi som flyttade från Tel Aviv för att bygga sitt hem vid Gazas portar för att utgöra en mur för oss var blinded by the light in his heart and han såg inte svärdets flash. Längtan efter fred gjorde hans öron döva och han hörde inte ljudet av mördaren, som väntade i bakhåll. Gazas grindar var för tunga på hans skuldror och överväldigade honom. | „ |
| – Moshe Dayan | |   |

## Massakern 2023

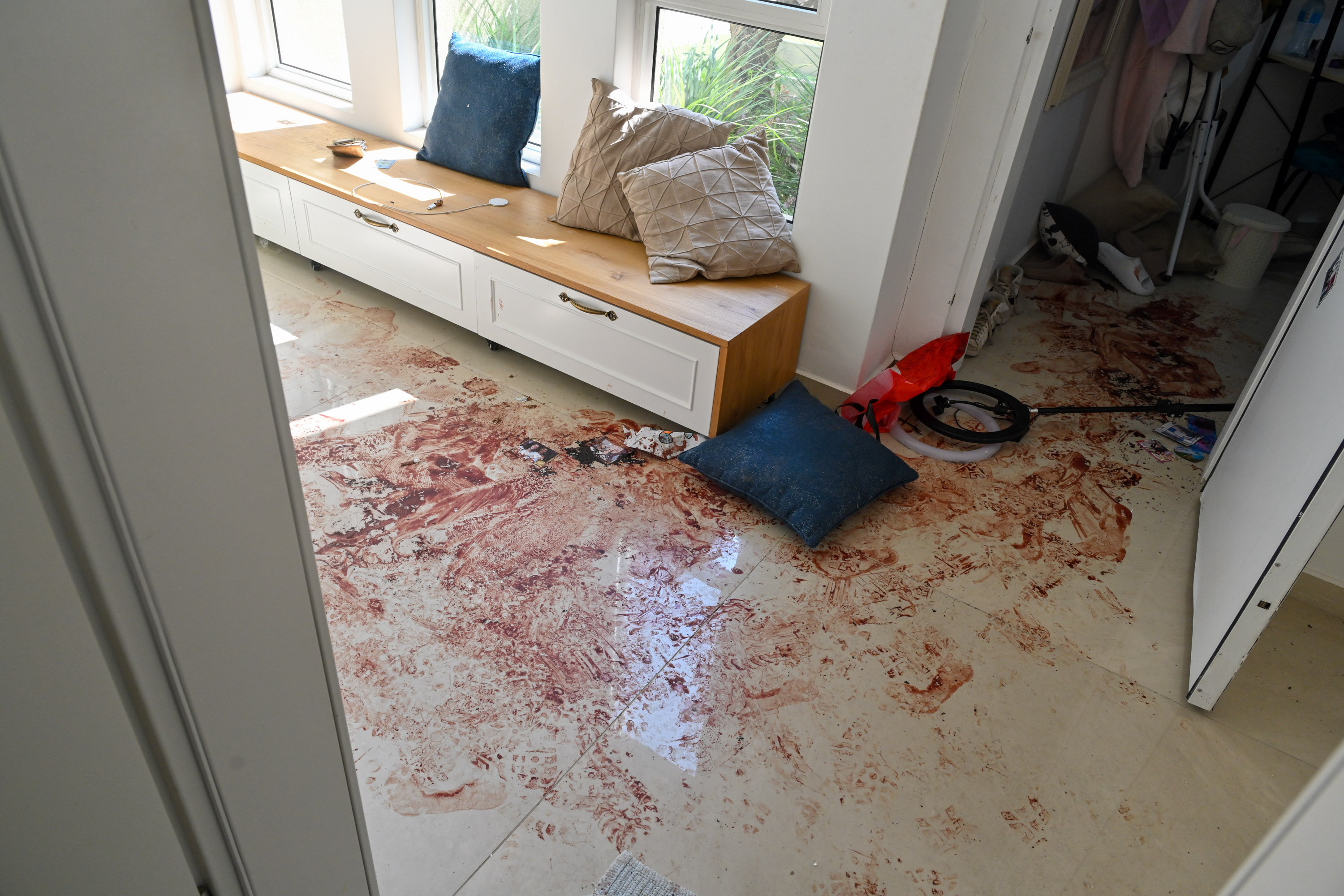
Spår efter Hamas attack mot Israel i oktober 2023

Den 7 oktober 2023 trängde ungefär 20 Hamas-terrorister in i Nahal Oz under Hamas attack mot Israel i oktober 2023- De bröt sig in i husen och sköt invånarna. Kibbutzen hölls av Hamas under tolv timmar, innan den israeliska armén återtog kontrollen, varvid ett antal terrorister dödades. Vid aktionen tog Hamas också gisslan och förde dem till Gaza. Två kvinnor ur gisslan med dubbla israeliska och amerikanska medborgarskap släpptes den 20 oktober under medverkan av medlare från Qatar.

## Bildgalleri

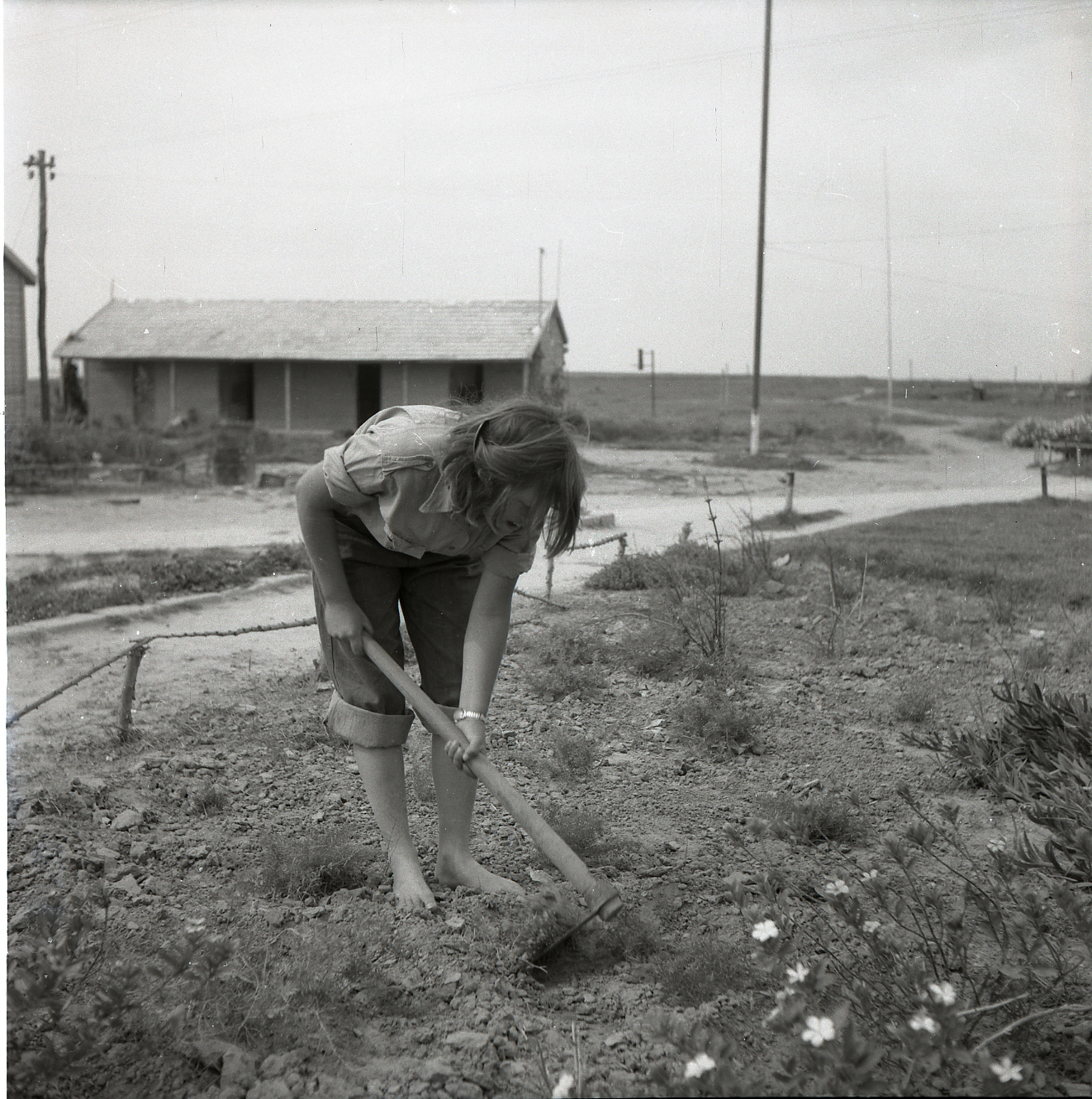
Bild från 1951
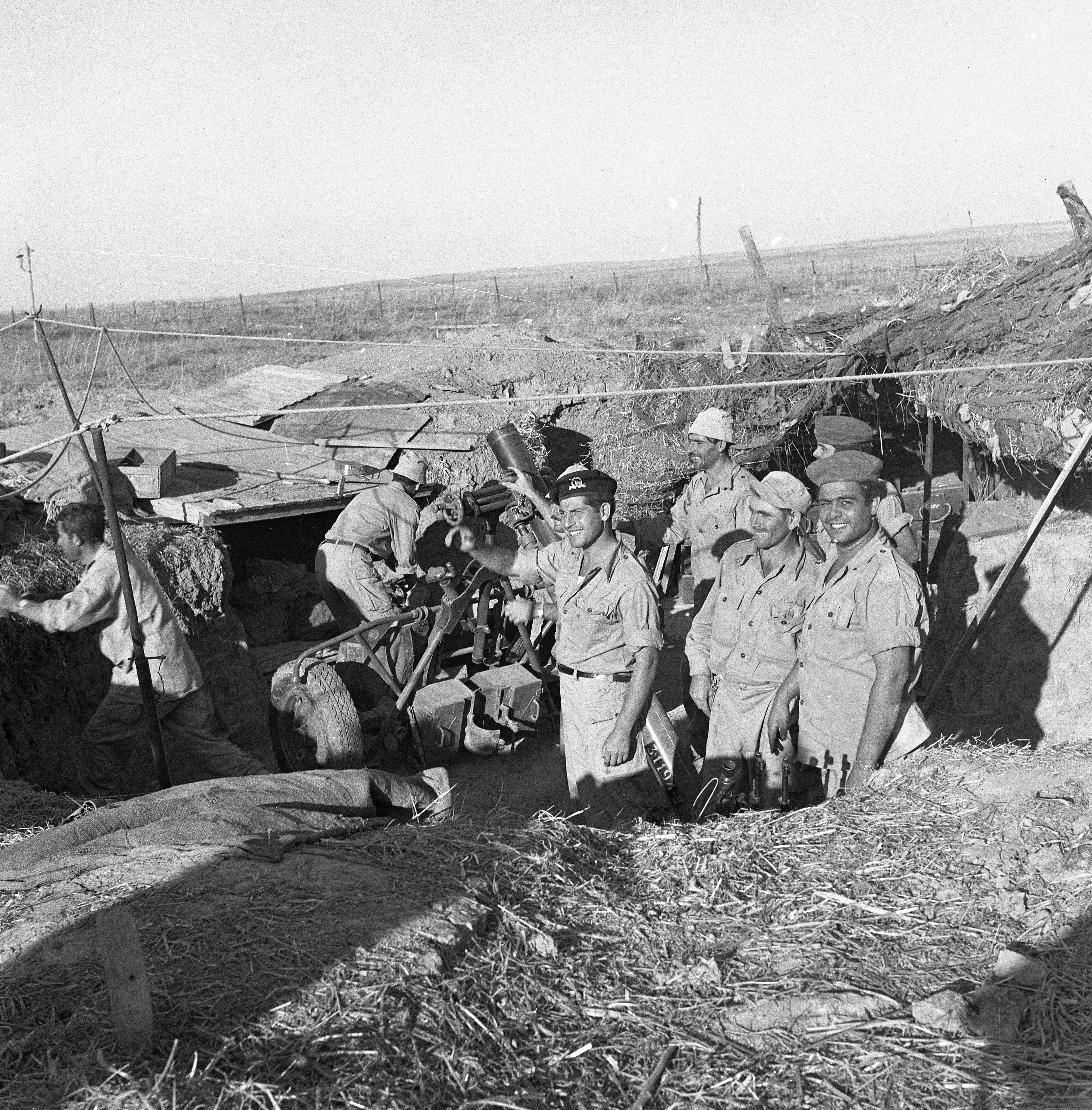
Bild från 1956
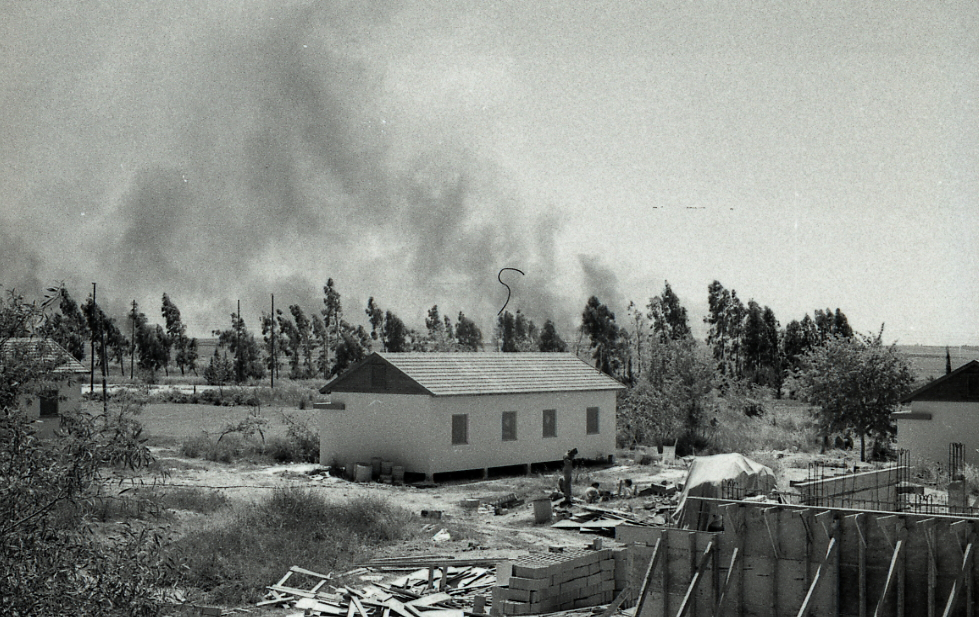
Bild från Sexdagarskriget, juni 1967
Ingång till skyddsrum, juni 1967
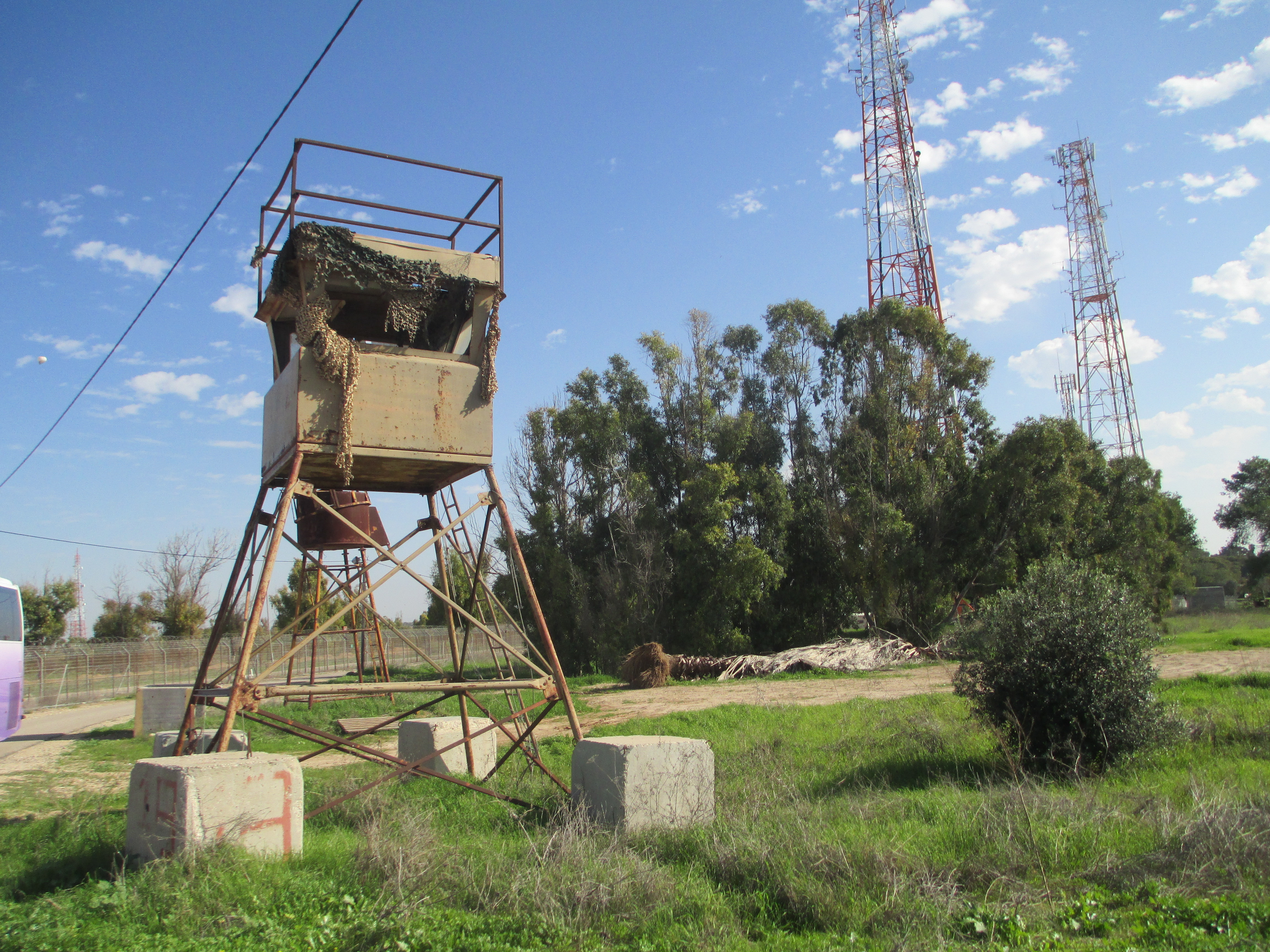
Bevakningstorn, 2014
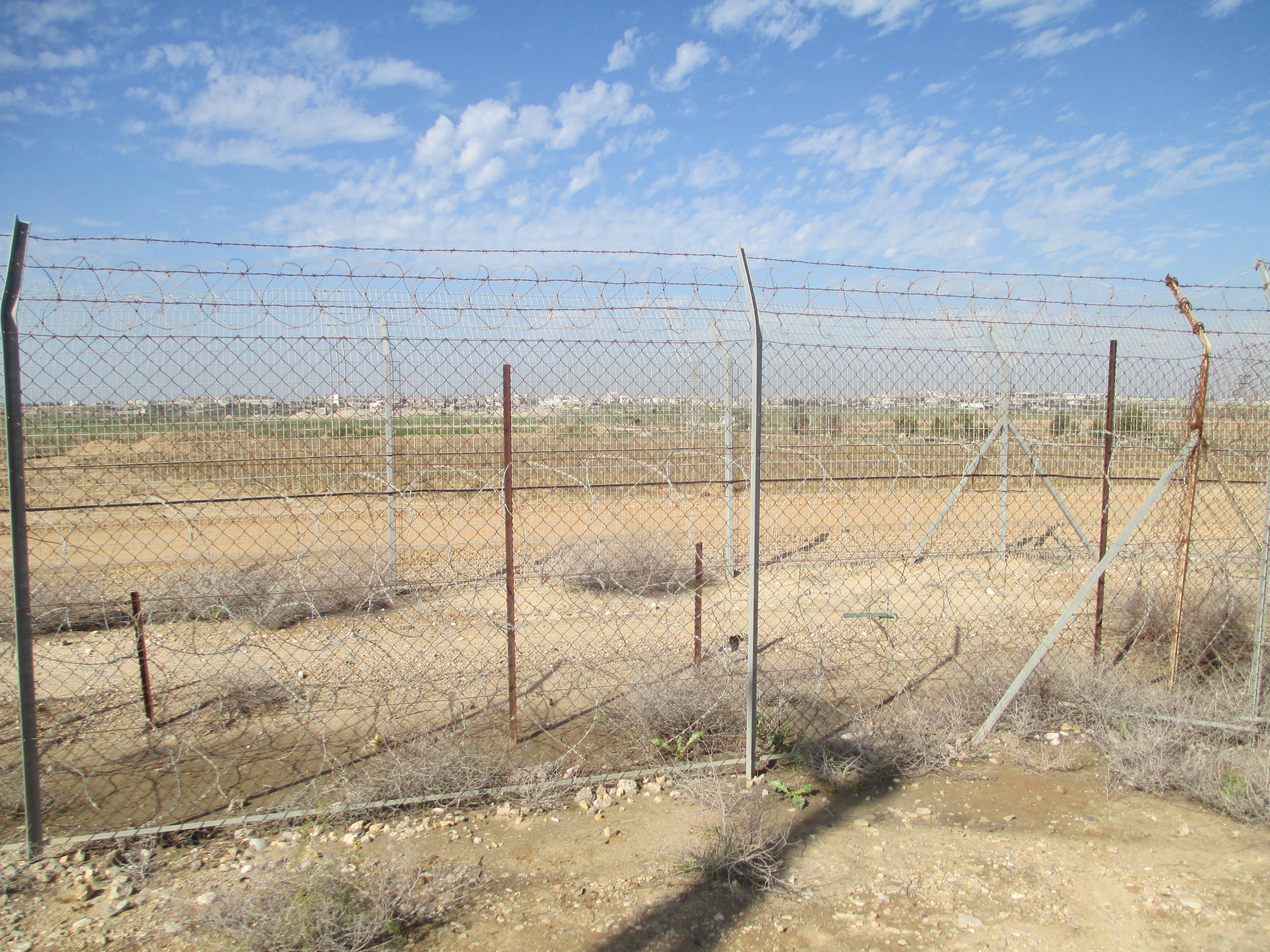
Gränsstängsel 2014
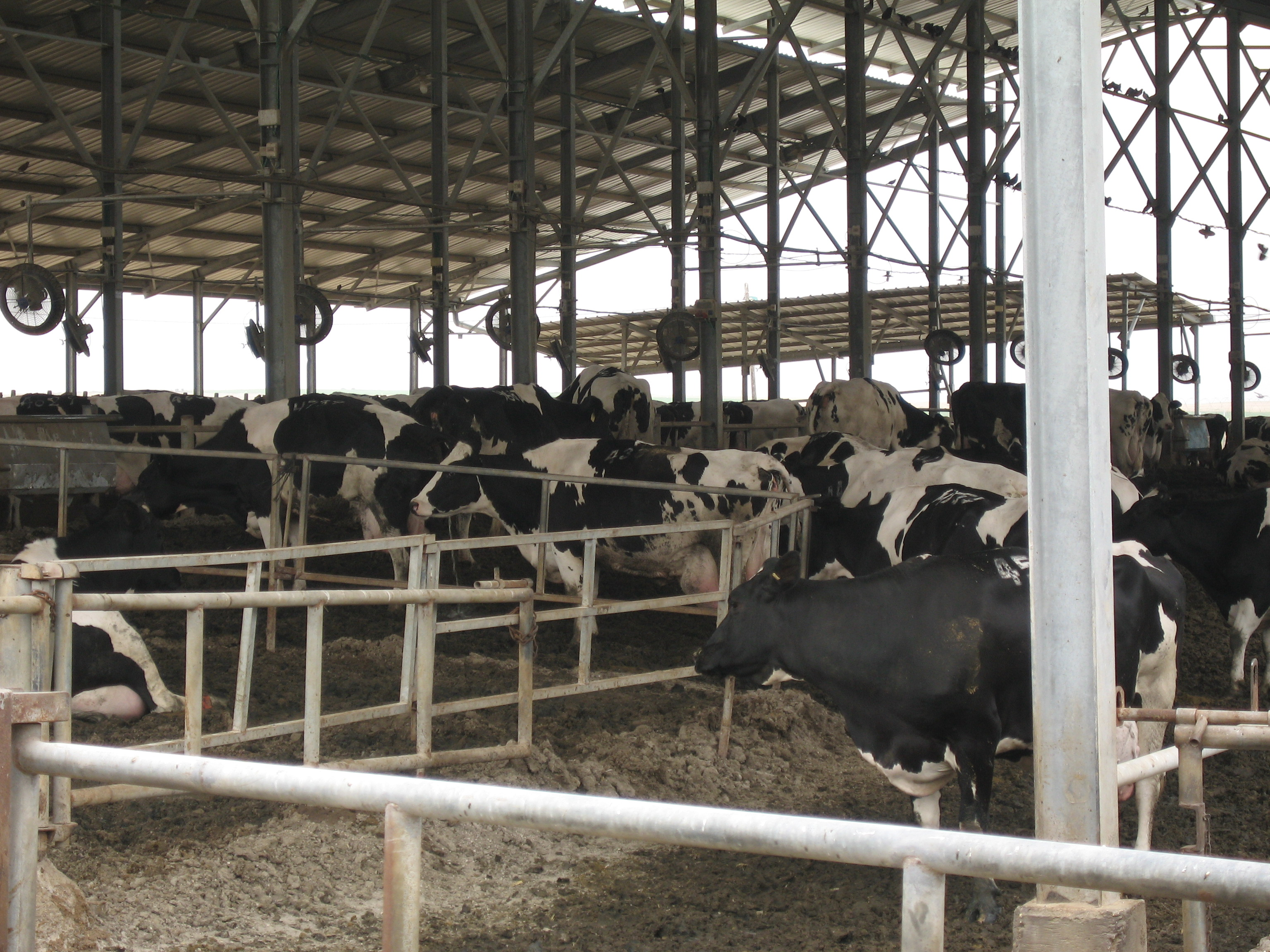
Kostall
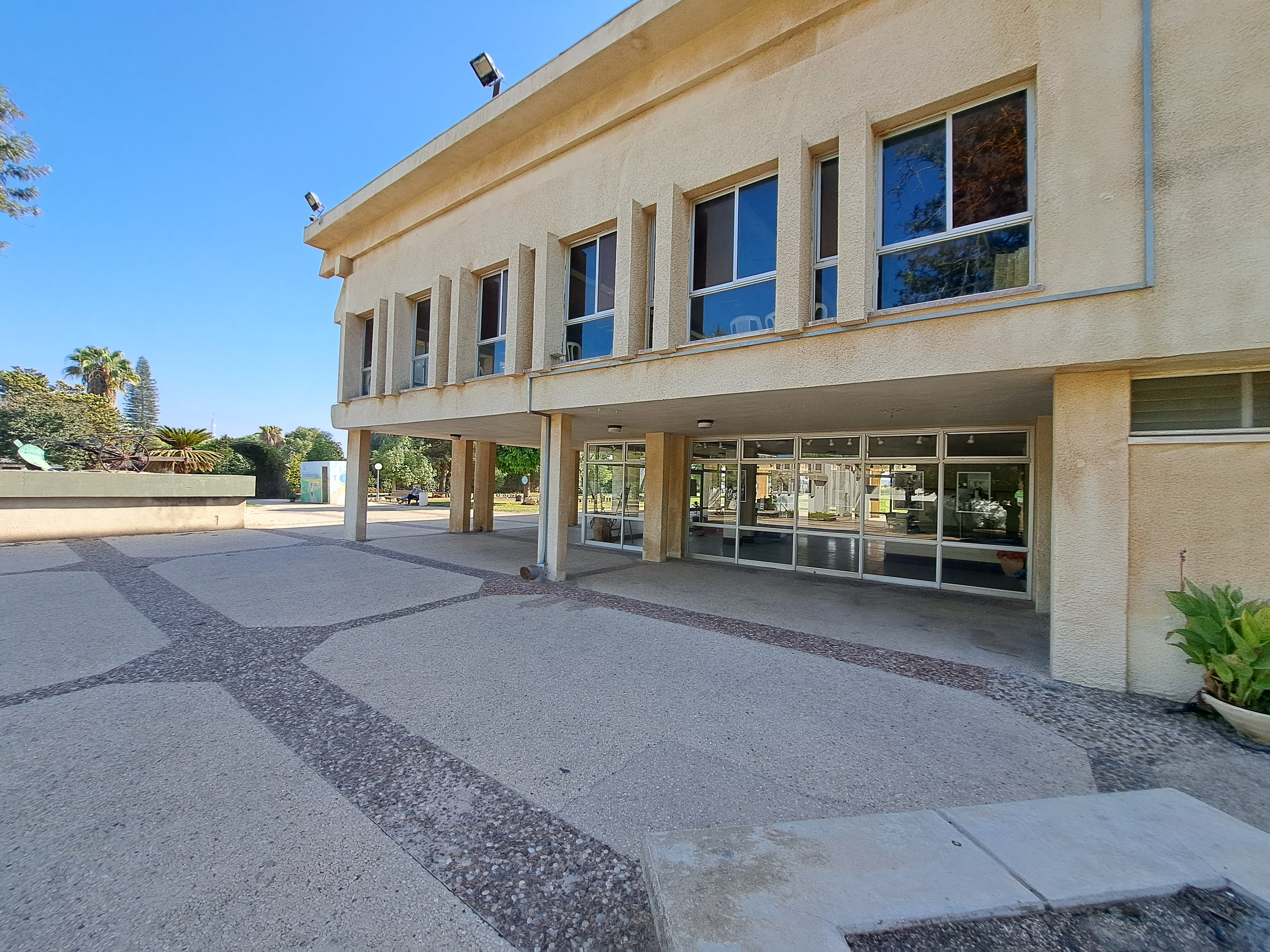
Matsal
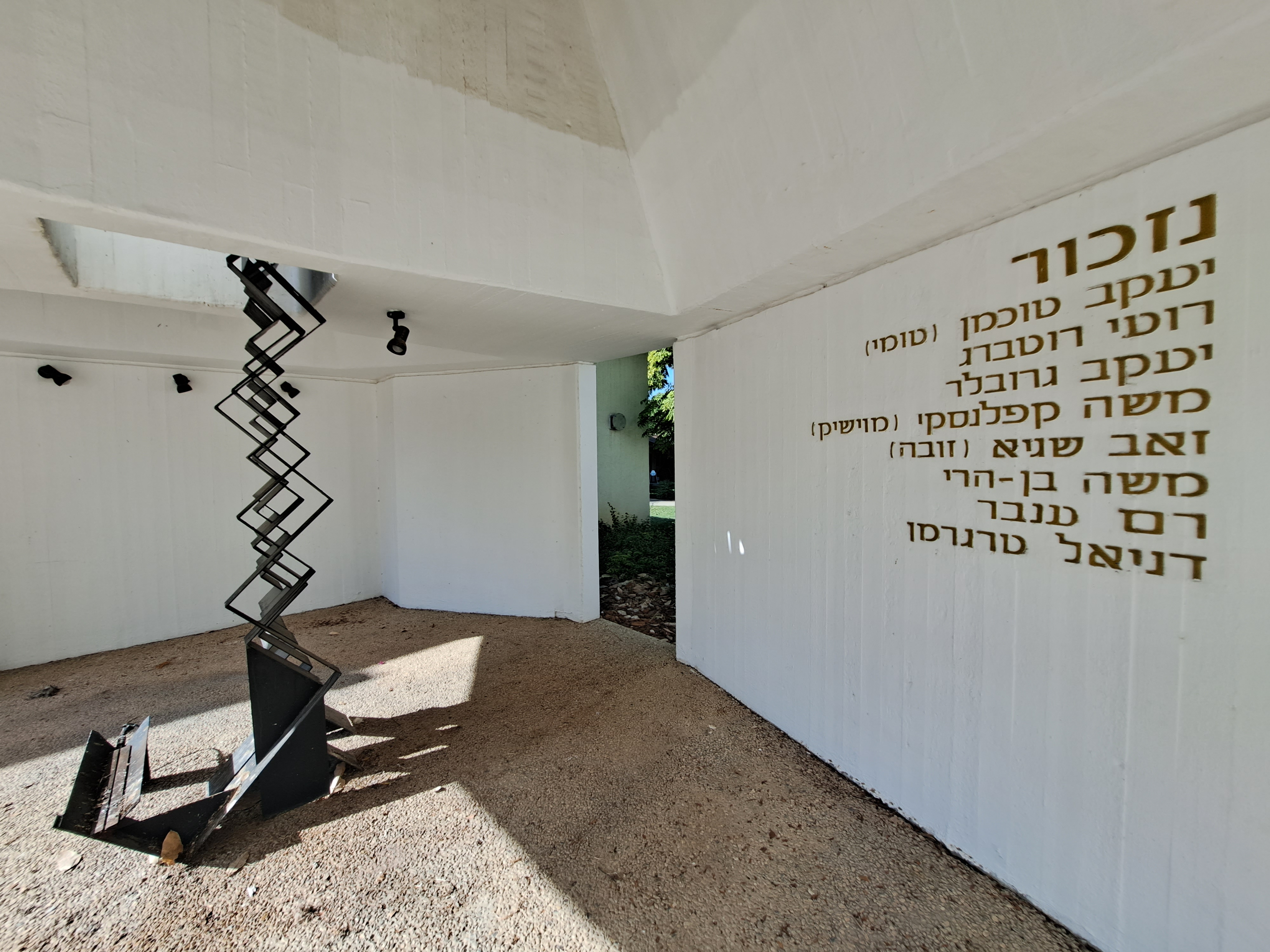
Minnesplats